# Успешна превара
Успешна превара (итал. Una burla riuscita) је кратко књижевно дело које је 1926. године објавио Итало Звево.

## Заплет
Ова књига говори о Марију Самиљију (псеудоним којим је сам Звево потписивао бројне чланке који су се објављивали у Indipendente), књижевнику разочараном својим сталним неуспесима, који успева да се искупи захваљујући изненадном успеху у послу, који надокнађује његова књижевна разочарања.
Марио Самиљи, човек са снажним уметничким амбицијама и велики читалац и познавалац књижевности, аутор је многих басни (углавном имитација највећих аутора) и романа објављеног четрдесет година раније. Међутим, у одређеном тренутку његовог живота, ситуација се мења захваљујући сусрету са момком који се представља као представник немачког издавача заинтересованог за објављивање романа. Сусрет је извор велике среће за протагонисту који као да је ускоро дошао (иако је сада прилично стар) до тренутка свог дефинитивног и недвосмисленог успона као писца: признања за ког се сматрао достојним, али које се никада није остварило.
Убрзо се прича претвара у драму, када открије да је његов изненадни успех био само шала колеге, који само жели да га понизи.
У овом делу, иако веома кратком, могуће је пронаћи неке специфичне теме, које се затим могу пратити до истих оних на којима се заснива целокупно Звевово дело: то су углавном психоанализа незадовољства, које се обликује са сновима и у сновима протагонисте, једнако узнемиреног и анксиозног.

## Анализа
Као и многа друга дела Итала Звева, и ова прича се може читати кроз призму психоанализе.
Марио је писац и обично пише бајке. Протагонисти ових прича су мали врапци, којима Марио приписује људске особине, сензације и искуства. Неке басне описују њихов страх од глади и њихову потребу за храном. Њихов живот зависи од човека који их храни. Зависност и страх их чине пасивним, односно неспособним да преузму иницијативу и препуштеним инерцији.
У Звевовој причи могуће је уочити неку врсту еквиваленције између храњења и љубави. Могуће је видети врапца као метафору за Марија у детињству, дете које је патило од недостатка наклоности особе од које је зависило, односно свог оца, а писање као начин да га Марио прекори због тог недостатка. Патња због ускраћивања наклоности наводи Марија да свој живот претвори у проблем преживљавања. Нарцизам протагонисте може се посматрати као начин да се одбрани од других. Страх га чини пасивним и тера га да се затвори у своје гнездо, заједно са братом Ђулиом, далеко од животних опасности. Он успева да одвоји стварност од имагинарног света и писање чини средиштем свог живота. Он само честита брату на књижевним достигнућима, али у стварности пише да би објавио, а самим тим и да би изашао из гнезда. Прилика се указује када му пријатељ Енрико Гаја обећа да ће га упознати са представником издавача Вестерман.
Изгледа да је Звево Гаји дао улогу Супарника, која подсећа на очеву фигуру, који кажњава сина јер је покушао да напусти царство снова и уђе у царство способности, односно очево царство.